# Scouts Club
Scouts Club – maurytyjski klub piłkarski z siedzibą w mieście Port Louis, działający w latach 1953–1999, grający niegdyś w pierwszej lidze maurytyjskiej.

## Sukcesy
- I liga[1]:
  - mistrzostwo (2): 1976, 1998.

- Puchar Mauritiusa[2]:
  - finał (3): 1965, 1993, 1998.

- Puchar Republiki Mauritiusa[2]:
  - finał (1): 1996.

## Występy w afrykańskich pucharach
| Sezon | Rozgrywki                 | Runda   | Kraj    | Klub                | Dom | Wyjazd | Dwumecz |
| ----- | ------------------------- | ------- | ------- | ------------------- | --- | ------ | ------- |
| 1997  | Puchar Zdobywców Pucharów | 1       | Reunion | SS Saint-Louisienne | 2–1 | 1–3    | 3–4     |
| 1999  | Liga Mistrzów             | wstępna | Malawi  | Telecom Wanderers   | 1–3 | 1–0    | 2–3     |

## Stadion
Domowe mecze klub rozgrywał na stadionie o nazwie Stade St. François Xavier, Port Louis, który mógł pomieścić 2,5 tys. widzów.